# Anaplastični oligodendrogliom
Anaplastični oligodendrogliom neuroepitelni je tumor za koji se smatra da nastaje iz oligodendrocita, vrste glija stanica. Na ljestvici tumora mozga Svjetske zdravstvene organizacije (WHO), anaplastični oligodendrogliomi naznačeni su kao III stupanj. Tijekom bolesti mogu degenerirati u glioblastom IV stupnja prema ljestvici WHO-a. Većina oligodendroglioma javlja se sporadično, bez dokazanog uzroka i bez prijenosa unutar obitelji.

## Vanjske poveznice
- Molekulare Diagnostik. Center for Neuropathology and Prion Research – Ludwig-Maximilians-Universität München. Pristupljeno 23. listopada 2021.

|  | Molimo pročitajte upozorenje o korištenju medicinskih informacija. Ne provodite liječenje bez savjetovanja s liječnikom! |